# Augustus Addison Gould
Augustus Addison Gould (New Ipswich, New Hampshire, 23 de abril de 1805 — Boston, 15 de setembro de 1866) foi um conquiliologista norte-americano.
Muito religioso, foi membro da igreja batista. É o conquiliologista estadunidense mais famoso da história. Descreveu aproximadamente 1 100 novas espécies de conchas.[carece de fontes?]

## Biografia

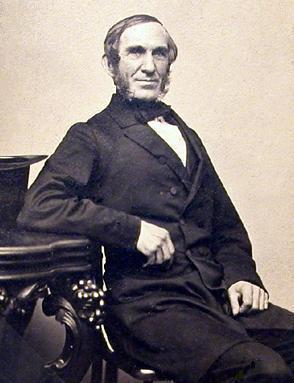
Augustus Addison Gould

Augustus Addison Gould era filho de Nathaiel Durant e de Sally Prichard Gould. Seu pai foi um modesto agricultor, músico e professor de música. Desde cedo, Augustus trabalhou na fazenda de seu pai e, aos 15 anos, assumiu o sustento da família.[carece de fontes?]
Casou-se com Harriet Cushing Sheafe em 1833, união da qual resultou em dez filhos, dentre os quais somente sete chegaram à fase adulta.[carece de fontes?]

### Carreira como médico
Após seus estudos na Academia Appleton de New Ipswich, diplomou-se na Universidade Harvard em 1825 e obteve seu diploma de doutor em medicina no ano de 1830 na Escola Médica de Harvard, junto com seus colegas de estudo James Jackson (1777-1867) e Walter Channing (1786-1876).[carece de fontes?] Dedicou-se à prática da medicina após estabelecer-se em Boston, onde alcançou uma alta posição profissional e social. Tornou-se presidente da Massachusetts Medical Society, a associação médica estadual mais antiga em operação contínua nos Estados Unidos, sendo encarregado em fazer a edição de dados estatísticos sobre indicadores vitais do estado de Massachusetts. Em 1848, foi eleito membro da American Philosophical Society. Em 1855, ele proferiu um discurso anual na Massachusetts Medical Society, intitulado "Search Out the Secrets of Nature" ("Pesquisar os segredos da natureza", em tradução literal). Ele foi seu presidente de 1864 até sua morte. Em 1856, foi nomeado médico visitante do Massachusetts General Hospital.[carece de fontes?]

### Carreira como naturalista
Quando Augustus descobriu a história natural durante seus estudos, passou a dedicar seu tempo livre principalmente ao estudo de conchas, algo que é feito por um conquiliologista. Ele foi um dos pioneiros desse estudo na América, tendo conquistando reputação mundial. Seus escritos preencheram diversas páginas em publicações da extinta Boston Society of Natural History, que era uma organização dedicada ao estudo e promoção da história natural, e que Augustus foi curador, secretário (1838-1839) e segundo vice-presidente (1860-1866). Ele publicou, junto com Louis Agassiz, a segunda edição do livro Principles of Zoology, em 1851. Ele deu aulas de botânica e zoologia em Harvard por dois anos. Quando o geólogo britânico Charles Lyell visitou os Estados Unidos para prosseguir com seus estudos geológicos, ele imediatamente procurou a ajuda de Gould para ser seu colega de trabalho.[carece de fontes?]
Em 1837, Gould publicou Report on the Invertebrata of Massachusetts, Comprising the Mollusca, Crustacea, Annelida, and Radiata , onde descreve 275 moluscos, 100 crustáceos e radiados, produzindo ele mesmo as ilustrações. Contribuiu, com este trabalho, para a popularização do estudo dos moluscos. Ele estudou especialmente a distribuição dos moluscos, demonstrando que o Cabo Cod constitue uma barreira natural para numerosas espécies. Com Louis Agassiz (1807-1873), assinou um manual escolar em 1848, Principles of Zoology.
Augustus editou e finalizou o livro The terrestrial air-breathing mollusks of the United States, and the adjacent territories of North America (Dois volumes, 1851-1855) que seu amigo Amos Binney (1803–1847) havia deixado incompleto. Ele também traduziu para o livro Genera of Shells (1833), de Jean-Baptiste Lamarck, para o inglês.
As duas contribuições mais importantes de seu trabalho científico é Mollusca and Shells (volume 12, 1852) para a United States Exploring Expedition, comandada pelo tenente Charles Wilkes e posteriormente publicado pelo governo, onde apresenta estudos sobre as diferentes coleções de conchas recolhidas numa expedição sobre as costas do Pacífico entre 1853 e 1855, descrevendo 443 novas espécies,[carece de fontes?] além do Relatório sobre os Invertebrados publicado por ordem da legislatura de Massachusetts em 1841. Uma segunda edição deste último trabalho foi autorizada em 1865 e publicada em 1870, logo após a morte do autor. Em 1860, Augustus também relatou sobre conchas coletadas pela North Pacific Exploring and Surveying Expedition.
Augustus foi membro correspondente de todas as sociedades científicas americanas proeminentes e de muitas da Europa, incluindo a Royal Society de Londres.
Augustus foi enterrado no Cemitério de Mount Auburn após sua morte.